# Pascal Andorra
Pascal Andorra, né le 26 juillet 1960 à Saint-Gaudens (Haute-Garonne), est un coureur cycliste français. 

## Biographie
Pascal Andorra fut l'un des meilleurs cyclistes amateurs du Sud-Ouest. Il a également couru chez les professionnels en 1985 dans l'équipe Fagor,.
Dans les années 2000, il continue de participer à des courses cyclistes. En 2007, il est sacré champion régional FSGT à Castelsagrat, en catégorie vétérans.

## Palmarès
- 1982
  - Boucles du Comminges
  - 2e des Boucles de l’Armagnac
- 1983
  - 2e du Grand Prix de Puy-l'Évêque
  - 3e du Grand Prix Pierre-Pinel
- 1984
  - Boucles du Comminges
  - 2e de la Ronde de l'Armagnac
- 1986
  - Ronde du Pays basque
  - Grand Prix Pierre-Pinel
  - Tour de Bigorre
  - 2e du Grand Prix de la Tomate
  - 3e des Boucles de l’Armagnac
- 1987
  - Grand Prix Pierre-Pinel
  - Tour du Béarn-Aragon
  - Boucles de l’Armagnac
  - 2e du Prix Euromarché
  - 2e du Grand Prix de la Tomate
  - 3e du Tour du Tarn-et-Garonne
- 1988
  - Boucles du Comminges
  - Jard-Les Herbiers
  - Grand Prix Liberté Dimanche
  - 2e du Tour de Moselle
  - 3e des Boucles du Tarn
- 1989
  - Prix Système U
  - 2e des Boucles du Tarn
- 1990
  - Prix Système U
  - Ronde de l’Armagnac
  - 2e des Deux Jours cyclistes de Machecoul
  - 3e des Boucles des Côtes de Saint-Mont
- 1991
  - Ronde de l’Armagnac
  - Tour du Béarn
- 1992
  - Tour de Bigorre
  - 2e du Tour du Tarn-et-Garonne
- 1993
  - Circuit de la Chalosse
- 1995
  - 3e de la Flèche landaise